# Лесовское
Лесовское (укр. Лісівське) — село, 
Лозовский городской совет, 
Харьковская область.
Код КОАТУУ — 6311090003. Население по переписи 2001 года составляет 27 (9/18 м/ж) человек.

## Географическое положение
Село Лесовское находится между селом Герсевановское и городом Лозовая, примыкает к последнему.
Рядом проходят автомобильная дорога Т-2113 и железная дорога, станция Платформа 4 км в 2,5 км.

## История
- 1927 — дата основания.